# Бафи, убица вампира
Бафи, убица вампира (енгл. Buffy the Vampire Slayer) америчка је серија творца Џоса Видона која се емитовала од 10. марта 1997. до 20. маја 2003. на каналима WB и UPN.
Серија је стекла славу, како међу критичарима/критичаркама, тако и код публике. Процењује се да је између четири и шест милиона гледалаца/гледатељки било пред екранима током премијерних приказивања епизода. Иако су ови рејтинзи били слабији од успешних серија на великим мрежама (ABC, CBS, NBC и Fox), били су сасвим довољни за тек насталу мању мрежу WB. Серија је рангирана као 41, на листи „50 најбољих серија свих времена” коју је издао ТВ Водич. Серија је у Србији емитована на каналу ТВ Б92 (2003–2005).
Сценирста Џос Видон је изјавио да је прву идеју за Бафи развио под називом Ронда, бесмртна конобарица, као и да је основни концепт био „да нека жена која је потпуно неважна, заправо буде изванредна”. Ову рану идеју није продуцирао, и она се развила у Бафи, коју је Видон развио у инверзију холивудске формуле, у супротност приче по којој „у сваком хорор филму девојка са плавом косом хода низ мрачну улицу и онда је неко убије”.

## Радња
Серија прати Бафи Самерс, најновију у низу младих девојака познатих као „убице вампира”. Убице су судбински изабране да се боре против вампира, демона и других сила таме. Бафи жели да води нормалан живот, али током серије учи да прихвати своју судбину. Као и претходним убицама, и њој помаже надзирач, који је води, подучава и тренира. За разлику од својих претходница, Бафи је окружена верним пријатељима. Радња серије се углавном одвија у измишљеном граду Санидејл, малом граду у јужној Калифорнији, који се налази изнад Хелмаута — портала „између ове стварности и следеће” и тачке где се спајају мистичне енергије. Због тога су натприродна бића и створења са магијским моћима, било добра или зла, налазе привучена ка Санидејлу или израњају из подземља како би угрозили град и свет. 

## Улоге
| Глумац            | Улога           |
| ----------------- | --------------- |
| Сара Мишел Гелар  | Бафи Самерс     |
| Николас Брендон   | Зандер Харис    |
| Алисон Ханиган    | Вилоу Розенберг |
| Ентони Хед        | Руперт Џајлс    |
| Џејмс Марстерс    | Спајк           |
| Ема Кофилд        | Ања             |
| Мишел Трахтенберг | Дон Самерс      |
| Дејвид Боријаназ  | Ејнџел          |
| Каризма Карпентер | Корделија Чејс  |
| Кристин Садерланд | Џојс Самерс     |
| Амбер Бенсон      | Тара Макли      |
| Сет Грин          | Оз              |

## Епизоде
| Сезона | Сезона | Епизоде | Епизоде | Оригинално емитовање | Оригинално емитовање |
| Сезона | Сезона | Епизоде | Епизоде | Премијера            | Финале               |
| ------ | ------ | ------- | ------- | -------------------- | -------------------- |
|        | 1.     | 12      | 12      | 10. март 1997.       | 2. јун 1997.         |
|        | 2.     | 22      | 22      | 15. септембар 1997.  | 19. мај 1998.        |
|        | 3.     | 22      | 22      | 29. септембар 1998.  | 21. септембар 1999.  |
|        | 4.     | 22      | 22      | 5. октобар 1999.     | 23. мај 2000.        |
|        | 5.     | 22      | 22      | 26. септембар 2000.  | 22. мај 2001.        |
|        | 6.     | 22      | 22      | 2. октобар 2001.     | 21. мај 2002.        |
|        | 7.     | 22      | 22      | 24. септембар 2002.  | 20. мај 2003.        |